# 埃米特鎮區 (阿肯色州內華達縣)
埃米特鎮區（英語：Emmet Township）是位於美國阿肯色州內華達縣的一個行政鎮區。

## 地方資料
埃米特鎮區的面積為54.52平方千米，當中陸地面積為54.04平方千米，而水域面積為0.48平方千米。根據2010年美國人口普查的數據，當地共有人口678人，而人口密度為每平方千米12.44人。